# قرنفل نطاقي
قرنفل نطاقي (الاسم العلمي:Dianthus zonatus) هو نوع من النباتات يتبع جنس القرنفل من الفصيلة القرنفلية.